# Hålsjön (Drängsereds socken, Halland)
Hålsjön är en sjö i Hylte kommun i Halland och ingår i Suseåns huvudavrinningsområde. Sjön har en area på 0,112 kvadratkilometer och ligger 133,1 meter över havet. Sjön avvattnas av vattendraget Kilaån.

## Delavrinningsområde
Hålsjön ingår i det delavrinningsområde (632283-132626) som SMHI kallar för Mynnar i Suseån. Medelhöjden är 133 meter över havet och ytan är 26,26 kvadratkilometer. Det finns inga avrinningsområden uppströms utan avrinningsområdet är högsta punkten. Kilaån som avvattnar avrinningsområdet har biflödesordning 3, vilket innebär att vattnet flödar genom totalt 3 vattendrag innan det når havet efter 49 kilometer. Avrinningsområdet består mestadels av skog (75 procent). Avrinningsområdet har 0,92 kvadratkilometer vattenytor vilket ger det en sjöprocent på 2,2 procent.